# 피에르 폴랑
피에르 폴랑(프랑스어: Pierre Paulin, 1927년 7월 9일~2009년 6월 13일)은 프랑스의 가구 디자이너이자 인테리어 디자이너이다. 그의 삼촌 조르주 폴랑은 기계식 접이식 하드톱을 발명한 자동차 디자이너였으며 1941년 프랑스 저항군의 주요 인물이라는 이유로 나치에 의해 처형되었다. 피에르는 바칼로레아에 떨어진 후, 프랑스 리비에라의 발로리우스(Vallaurius)에서 도예가가 되기 위한 수련을 받았고, 그 후 부르고뉴에서 석재 조각가가 되었다. 그러나 얼마 지나지 않아 싸움에서 오른팔에 큰 부상을 입었고, 조각가의 꿈은 접게 되었다. 그 후 그는 파리의 에콜 카몽도에 진학했으며 르아브르에 있는 가스코앙(Gascoin) 회사에서 일하면서 스칸디나비아와 일본 디자인에 관심을 갖게 되었다. 그는 1960년대에는 네덜란드 가구 회사인 아티포트(Artifort)에서의 혁신적인 작업들과 1970년대에는 인테리어 디자인에서의 혁신적인 작업으로 유명했다.
당시 그의 의자 디자인은 매우 현대적이고 독특한 것으로 평가 받았으며, 이를 통해 그의 디자인은 젊은 층 사이에서 인기가 많았다. 오늘날에도 그의 작품은 계속 제작되고 있으며 경매에서도 인기가 많다.
그의 아들 벤자민 폴랑(Benjamin Paulin, 1978년~)은 프랑스에서 래퍼로 활동하고 있다.

## 가구 디자인

### 의자
피에르 폴랑은 특히 의자 디자인으로 유명했다. 그는 신축성 있는 소재로 덮인 폼과 금속 프레임을 사용하여 작업했으며, "명확한 선, 소재의 관능적인 느낌 또는 단순히 모양이 본체를 감싸는 방식"으로 많은 찬사를 받았다. 당시 폴랑의 디자인은 큰 인기를 끌었으며 올리비에 무르그 등 많은 디자이너에게 영향을 미쳤다. 특히 스탠리 큐브릭 감독의 SF 영화 《2001: 스페이스 오디세이》에 등장한 올리비에 무르그의 Djinn 의자에 영향을 미쳤다.

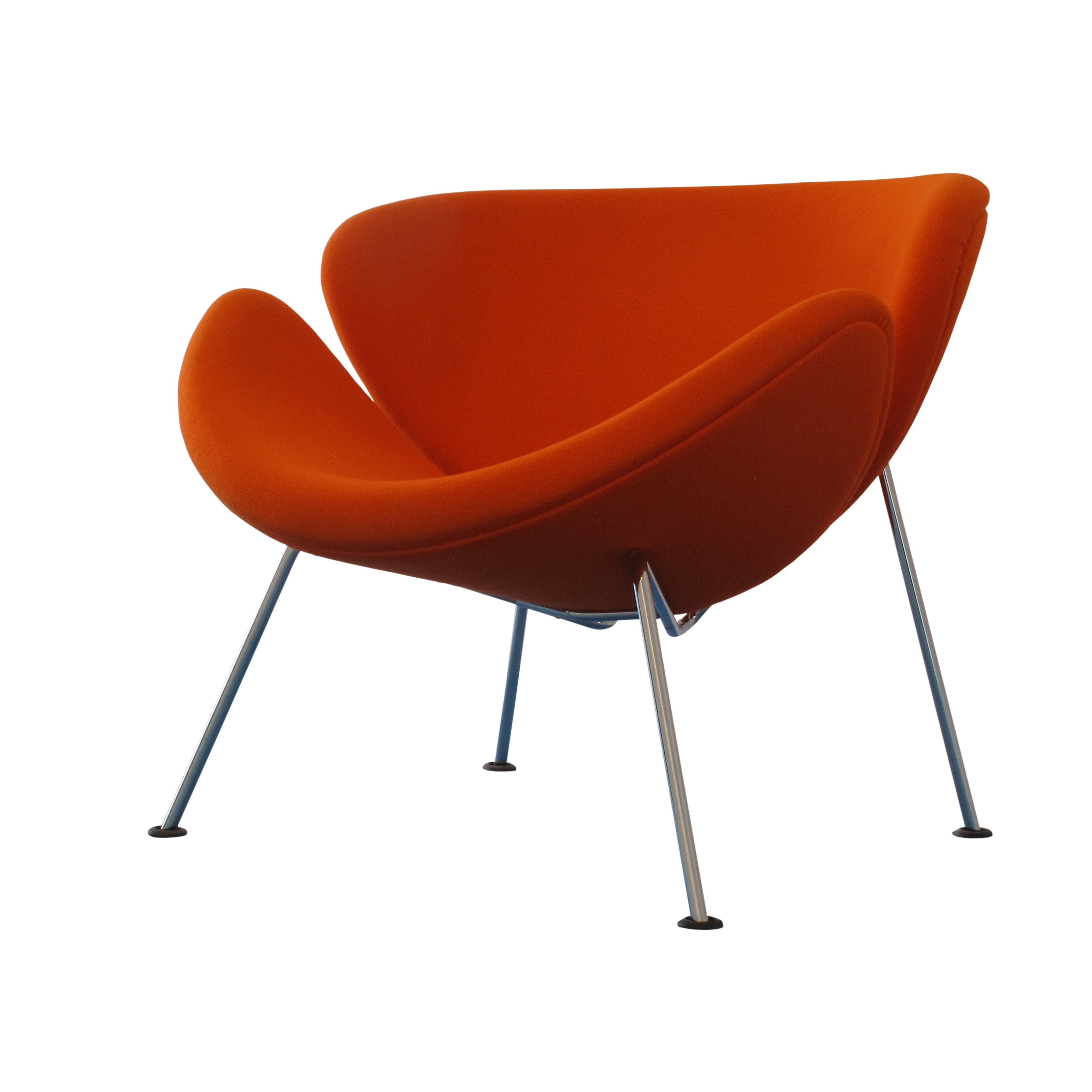
오렌지 슬라이스 의자
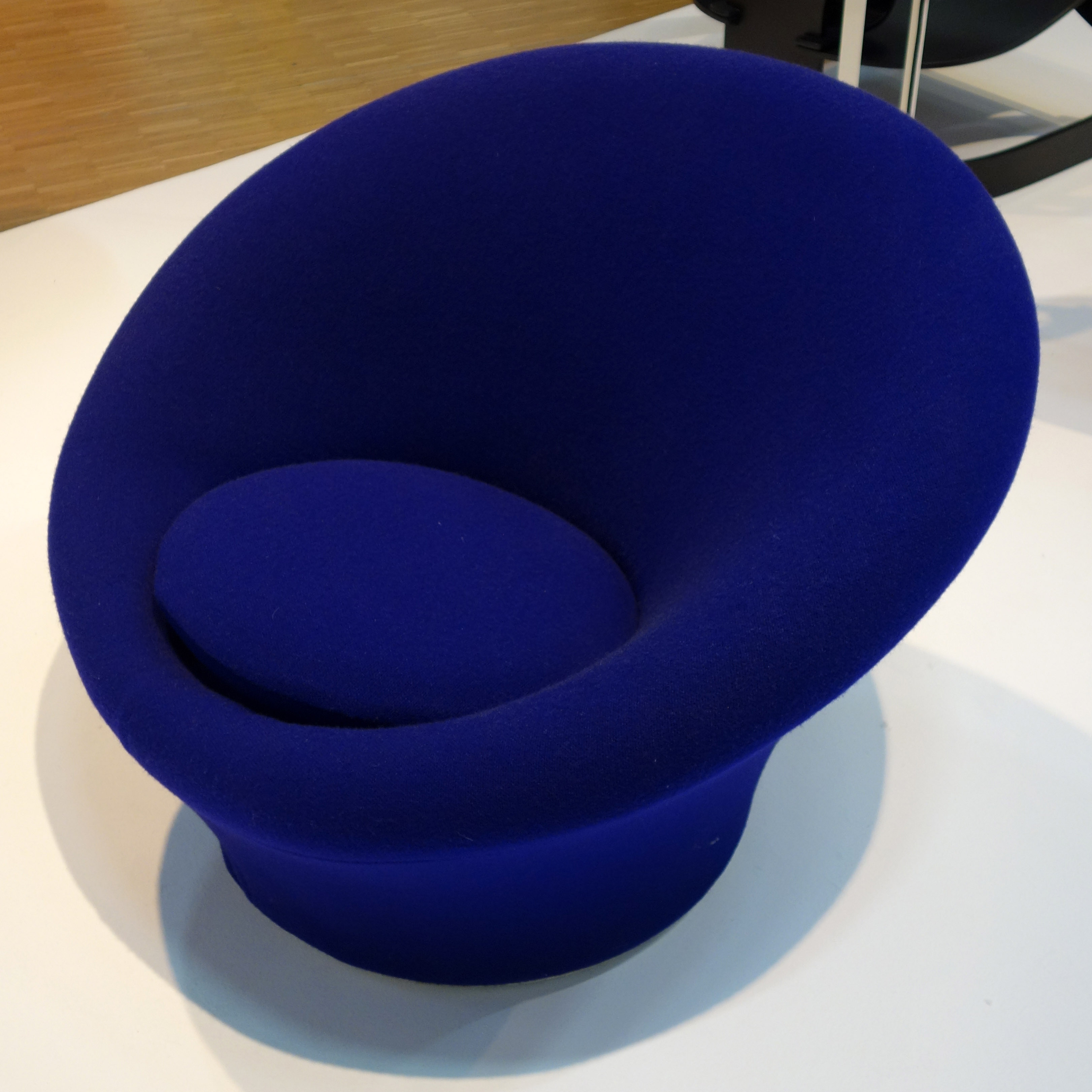
버섯 의자(Fauteuil 560)
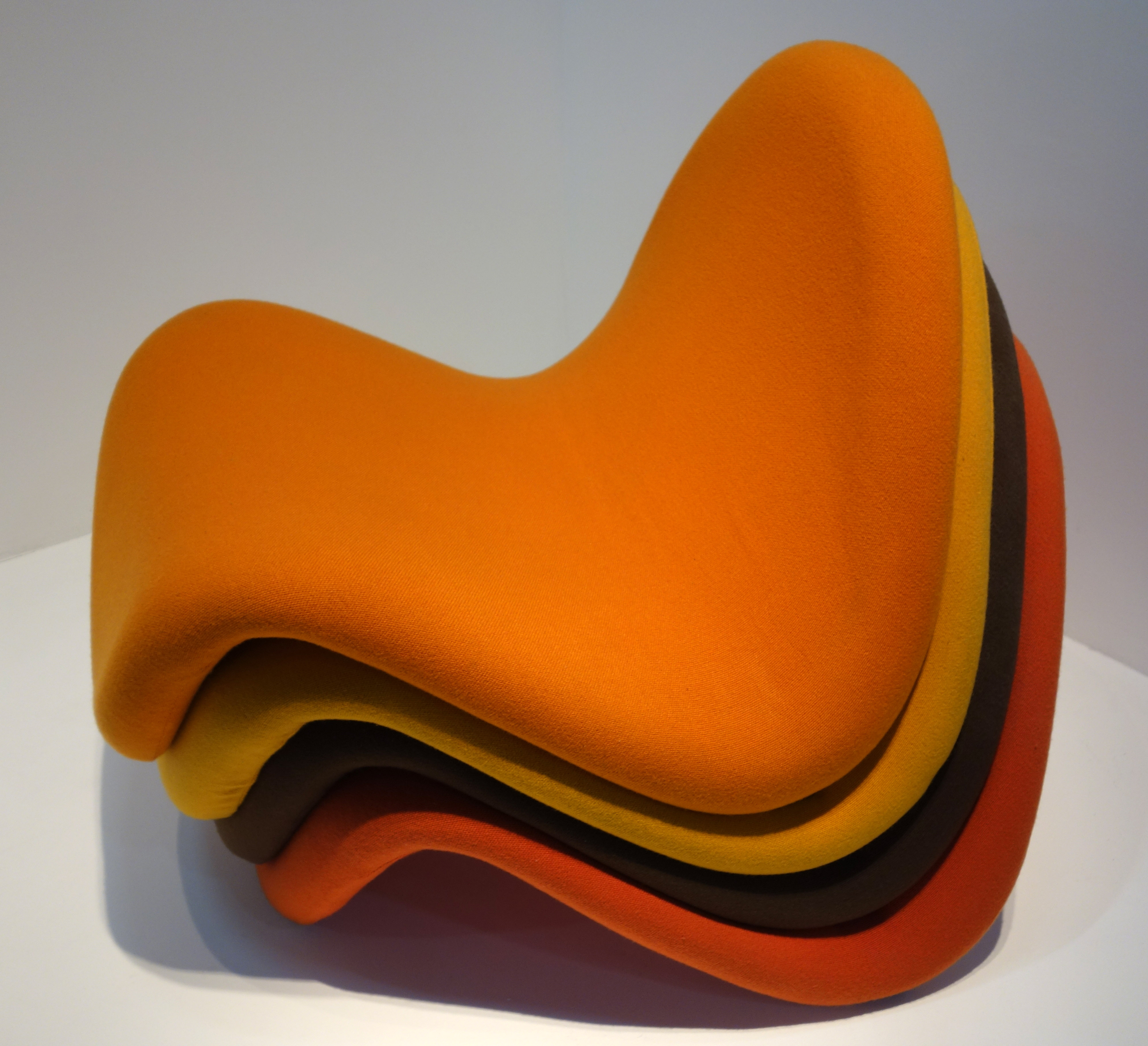
혀 의자(Sièges 577)
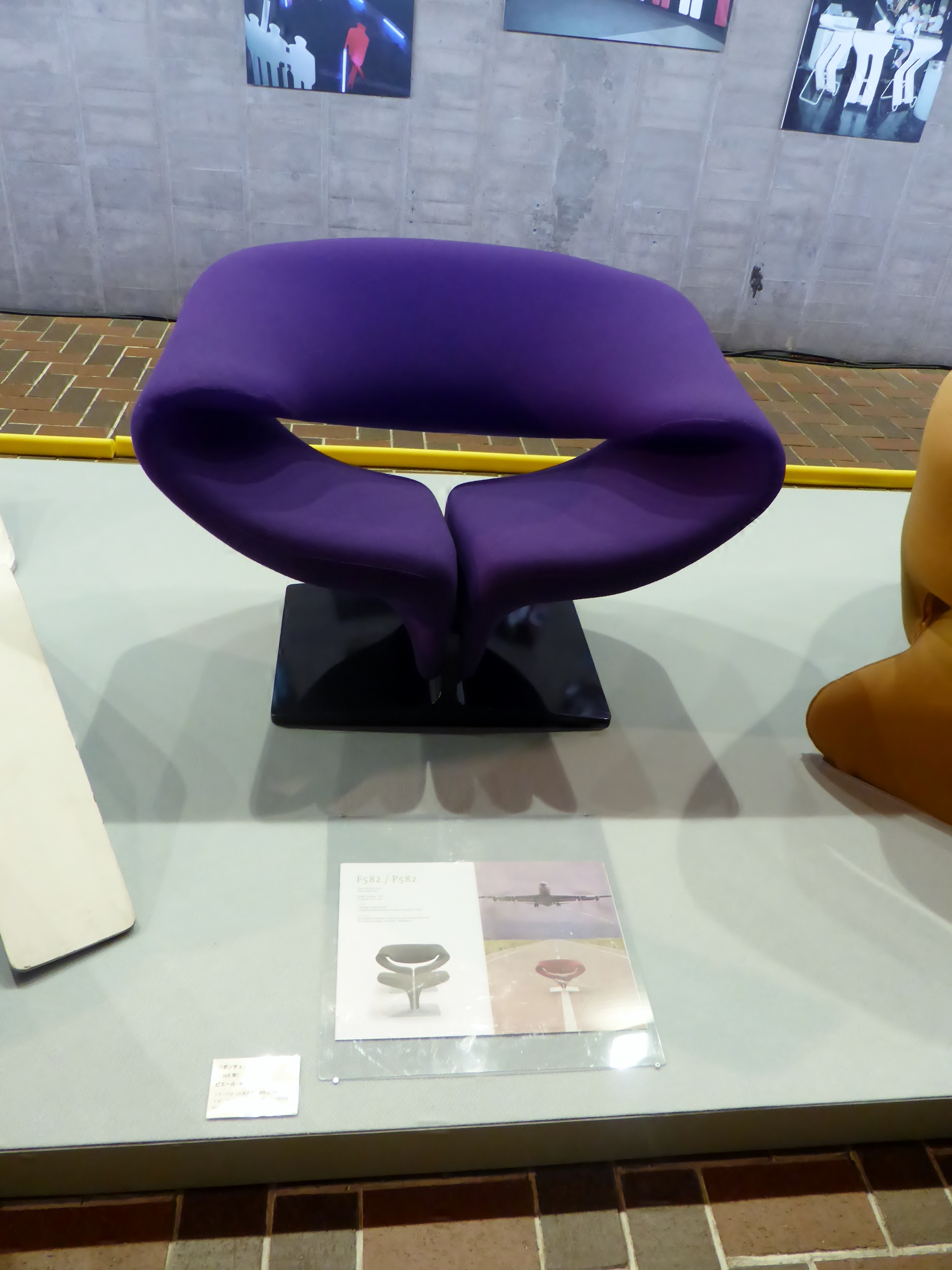
리본 의자

### 유명한 디자인
피에르 폴랑은 1960년대 아티포트에서 일하면서 혁신적인 디자인으로 가장 유명했다. 그의 가장 유명한 의자 디자인으로는 버섯 의자(1959), 리본 의자(1966), 혀 의자(1968) 등이 있다.

## 인테리어 디자인
피에르 폴랑은 1970년대에도 큰 영향력을 행사했다. 그는 모빌리에 나쇼날(Mobilier national)의 초대를 받아 1971년 엘리제 궁전에 있는 조르주 퐁피두 대통령의 개인 아파트를 장식했으며 1983년에는 프랑수아 미테랑 대통령의 집무실 장식을 맡았다. 그의 대표적인 모델 대부분은 Atelier de Recherche et de création - Mobilier national과의 공동 작업으로 제작되었다.

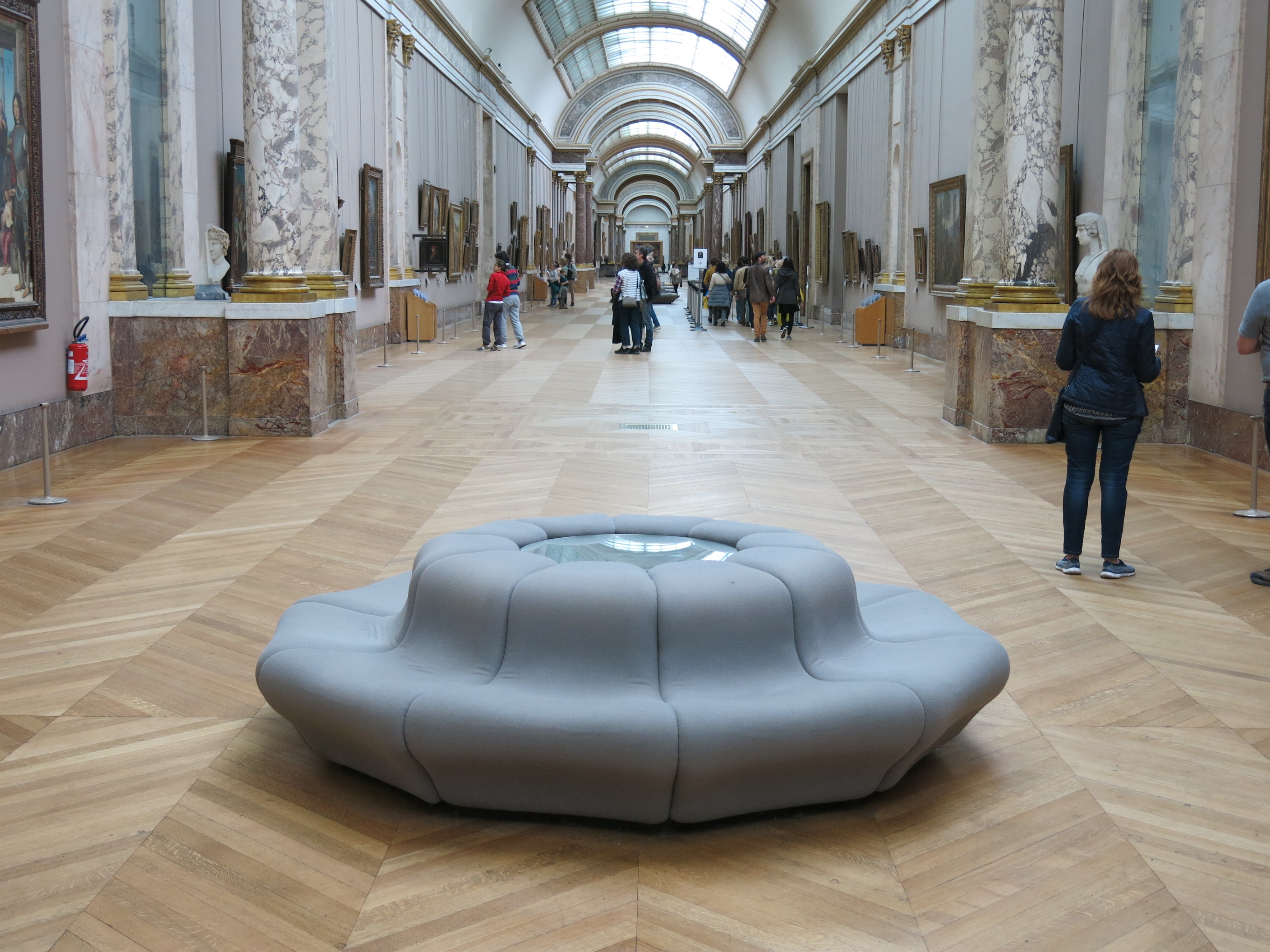
피에르 폴랑이 1968년 후반에 디자인한 의자, 루브르 박물관 대회랑

그는 또한 루브르 박물관의 드농 윙(Denon Wing)의 실내, 파리 시청사의 태피스트리 홀, 프랑스 경제사회위원회 회의실, 국영 라디오 방송국(Maison de la Radio)의 그린룸, 닛코 호텔 등 많은 곳의 인테리어를 리디자인했다.